# Tsarévitche
Tsarévitche ou czaréviche (Russo: Царевич) é um título eslavo dado aos filhos dos czares. De acordo com a lei da casa Paulina de 1797, o título foi descontinuado e substituído por Tsesarevich para o herdeiro aparente sozinho. Seus irmãos mais novos eram chamados de Velikiy Knjaz, que significa grão-príncipe, embora fosse comumente traduzido como grão-duque. Fontes inglesas frequentemente confundiam os termos Tsarevich e Tsesarevich.
Alexei Nikolaevich, o único filho de Nicolau II, foi o último membro da realeza russa a ser chamado 
de Tsarévitche, embora fosse o Tsesarevich.
Antigamente, o termo também era aplicado aos descendentes dos cãs (czares) de Cazã, Kasimov e Sibéria, depois que esses canatos foram conquistados pela Rússia. Os descendentes das famílias reais depostas da Geórgia ou Batonishvili recebiam o título de Tsarévitche até 1833, quando foram rebaixados a Knyaz, após um golpe fracassado para restaurar as monarquias georgianas.